# Friedrich August von Harrach-Rohrau

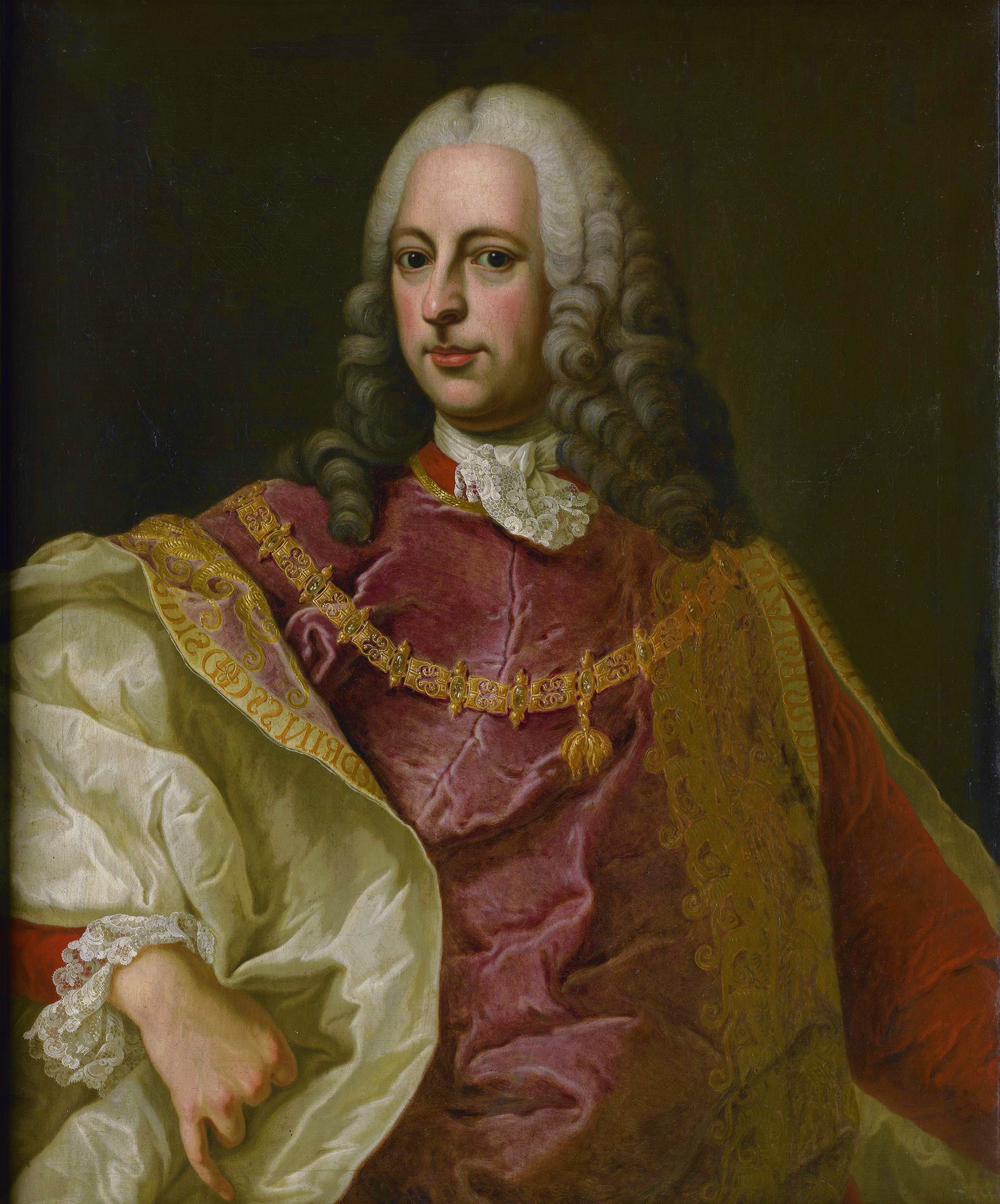
Friedrich August von Harrach

Friedrich August Gervas von Harrach-Rohrau (Wenen, 8 juni 1696 – aldaar, 4 juni 1749) was gevolmachtigd minister (1732-1741) en landvoogd ad interim (1741-1743) van de Oostenrijkse Nederlanden. Hij behoorde tot het Huis Harrach.

## Levensloop
Harrach was de zoon van staatsman Aloys Thomas Raimund von Harrach (1669–1742) en diens tweede vrouw Anna Cäcilia von Thannhausen. Zijn grootvader was de diplomaat en obersthofmeister Ferdinand Bonaventura von Harrach (1637–1706), een vertrouweling van de Pruisische vorst Leopold I. 
Friedrich August Gervas was vanaf 1720 in Habsburgse diplomatieke dienst als reichshofrat. In 1726 werd hij gezant in Turijn en nadien  afgevaardigde van Bohemen in de permanente Rijksdag van Regensburg (1728-1733).
Graaf Friedrich van Harrach volgde in 1732 graaf Giulio Visconti op als regeringsleider van de Habsburgse monarchie in de Zuidelijke Nederlanden. Hij was een energiek bestuurder die op nogal wat domeinen vernieuwing bracht. Zijn programma Expédients pour le redressement des Pays-Bas had tot doel het land uit het administratieve en financiële moeras te trekken. Hij liet een professionelere wind waaien in het bestuur. Hij fuseerde de Rekenkamers en schoof vijftien hoge ambtenaren opzij, tot woede van landvoogdes Maria Elisabeth. In 1736 maakte hij een repertorium van commerciële en industriële ondernemingen. Tot tevredenheid van Wenen liepen de belastinginkomsten regelmatig binnen. Harrach kreeg dan ook vlot financiering los. Behalve de civiele lijst, bekwam hij van 1732 tot 1745 voor 17 miljoen leningen tegen een rente die nooit boven de 4% lag.
In 1744-1745 werd hij landmaarschalk van Neder-Oostenrijk. Als hoofdkanselier van Bohemen ondertekende hij in 1745 de Vrede van Dresden.

## Familie
Op 5 februari 1719 trouwde Harrach met Maria Eleonore Karolina von und zu Liechtenstein (1703-1757). Ze hadden zestien kinderen: 
- Franz Anton (1720-1724)
- Maria Rosa (1721-1785)
- Johann Joseph (1722-1746)
- Ernst Guido (1723-1783), graaf en grootindustrieel
- Maria Anna (1725-1780)
- Anna Viktoria (1726-1746)
- Maria Josefa (1727-1788)
- Maximilian Joseph (1729-1730)
- Bonaventura Maria (1731-1794)
- Ignaz Ludwig (1732-1753)
- Franz Xaver (1732-1781)
- Johann Leopold (1733-1734)
- Maria Elisabeth (1735-1735)
- Ferdinand (1737-1748)
- Johann Nepomuk Ernst (1738-1739)
- Maria Christina (1740-1791)